# Tersilochus dilatatus
Tersilochus dilatatus là một loài tò vò trong họ Ichneumonidae.